# Chemin Vert (metropolitana di Parigi)
Chemin Vert è una stazione sulla linea 8 della metropolitana di Parigi sita ai confini fra il III e l'XI arrondissement di Parigi.

## La stazione
La stazione venne aperta nel 1931 e porta il nome della rue du Chemin-Vert che venne costruita sulla traccia di un sentiero che conduceva fra le colture orticole.

## Accessi
- rue Saint-Gilles, scala al 51, boulevard Beaumarchais
- rue du Chemin Vert, scala al 51, boulevard Beaumarchais

## Interconnessioni
- Bus RATP - 20, 29, 65, 69
- Noctilien - N01, N02

## Nelle vicinanze
- La place des Vosges